# Parodi intero
Il Parodi intero è un tipo di sigaro commercializzato dalla Gutab Trading srl. 
È stato presentato al pubblico nel 2010. È disponibile in confezione da 5 pezzi. All'interno della confezione non è previsto il confezionamento del singolo sigaro. 

## Caratteristiche
Caratteristica di questo sigaro la forma biconica tipica del sigaro italiano  ma confezionato completamente con tabacco kentucky di origine statunitense e di dimensione più lunga. Il trattamento della foglia di tabacco è “dark fire cured”. Il processo consiste  nell'affumicare le foglie utilizzando legna non resinosa e secca. Caratteristiche distintive del Parodi ammezzato:
- Produzione: Unione europea[2]
- Fascia: tabacco kentucky americano "dark fire cured"
- Ripieno: tabacco kentucky americano "dark fire cured"
- Lunghezza: 170 mm
- Diametro punte: 8 mm
- Peso: 8,41 gr
- Anno di uscita: 2010
- Disponibilità: in produzione
- Fascetta: nessuna